# تل التتن
تل التتن (به عربی: تل التتن) یک روستا در سوریه است که در ناحیه مرکزی سقیلبیه واقع شده‌است. تل التتن ۴۳۵ نفر جمعیت دارد.